# کاتالیست ویلکینسون
کاتالیست ویلکینسون (به انگلیسی: Wilkinson's catalyst) با فرمول شیمیایی C54H45ClP3Rh یک ترکیب شیمیایی با شناسه پاب‌کم 700999 است. که جرم مولی آن ۹۲۵٫۲۲ گرم بر مول می‌باشد. شکل ظاهری این ترکیب، جامد قرمز است.